# Margarinotus gratiosus
Margarinotus gratiosus är en skalbaggsart som först beskrevs av Mannerheim 1852.  Margarinotus gratiosus ingår i släktet Margarinotus och familjen stumpbaggar. Inga underarter finns listade i Catalogue of Life.